# Фуаш
Фуа́ш (фр. Foisches) — коммуна во Франции, находится в регионе Шампань — Арденны. Департамент коммуны — Арденны. Входит в состав кантона Живе. Округ коммуны — Шарлевиль-Мезьер.
Код INSEE коммуны — 08175.
Коммуна расположена приблизительно в 230 км к северо-востоку от Парижа, в 135 км севернее Шалон-ан-Шампани, в 40 км к северу от Шарлевиль-Мезьера.

## Население
Население коммуны на 2008 год составляло 233 человека.
| 1962 | 1968 | 1975 | 1982 | 1990 | 1999 | 2008 |
| ---- | ---- | ---- | ---- | ---- | ---- | ---- |
| 210  | 212  | 196  | 190  | 215  | 193  | 233  |

## Экономика
В 2007 году среди 158 человек в трудоспособном возрасте (15—64 лет) 109 были экономически активными, 49 — неактивными (показатель активности — 69,0 %, в 1999 году было 63,8 %). Из 109 активных работали 92 человека (60 мужчин и 32 женщины), безработных было 17 (9 мужчин и 8 женщин). Среди 49 неактивных 11 человек были учениками или студентами, 13 — пенсионерами, 25 были неактивными по другим причинам.

## Достопримечательности
- Замок тамплиеров XVII века. Исторический памятник с 1991 года[3]
- Церковь Сен-Мартен

## Фотогалерея

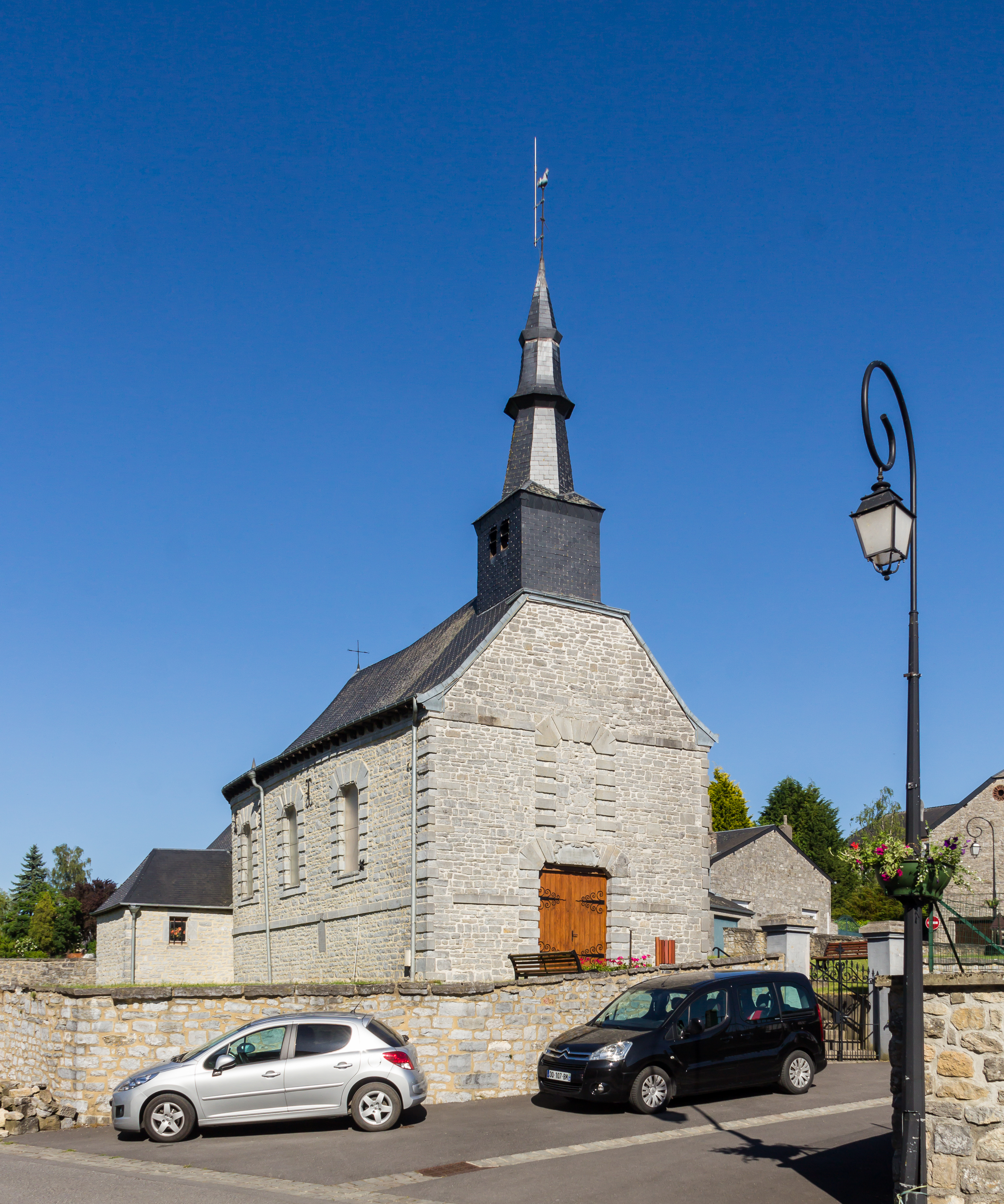
Церковь Сен-Мартен
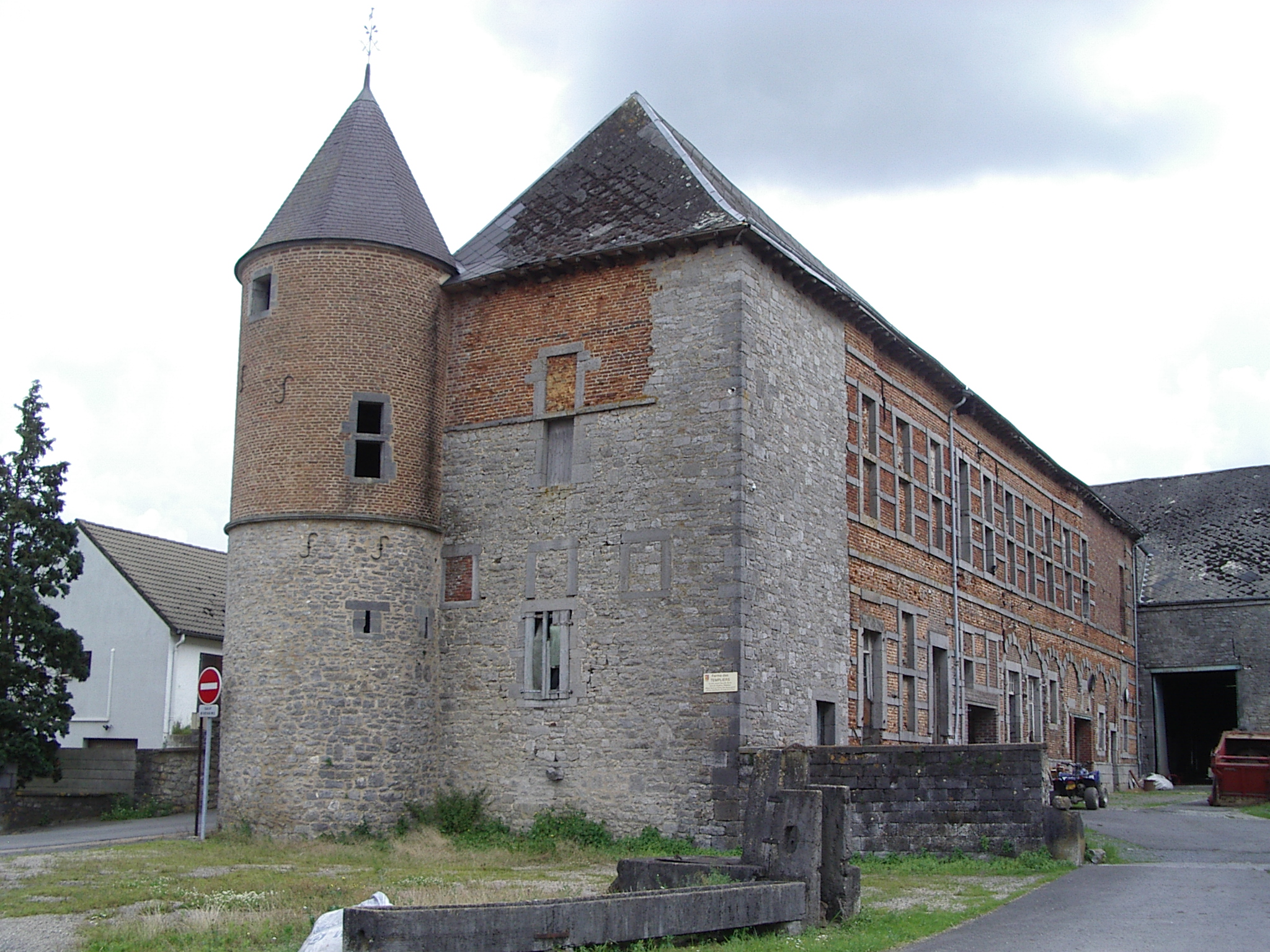
Замок
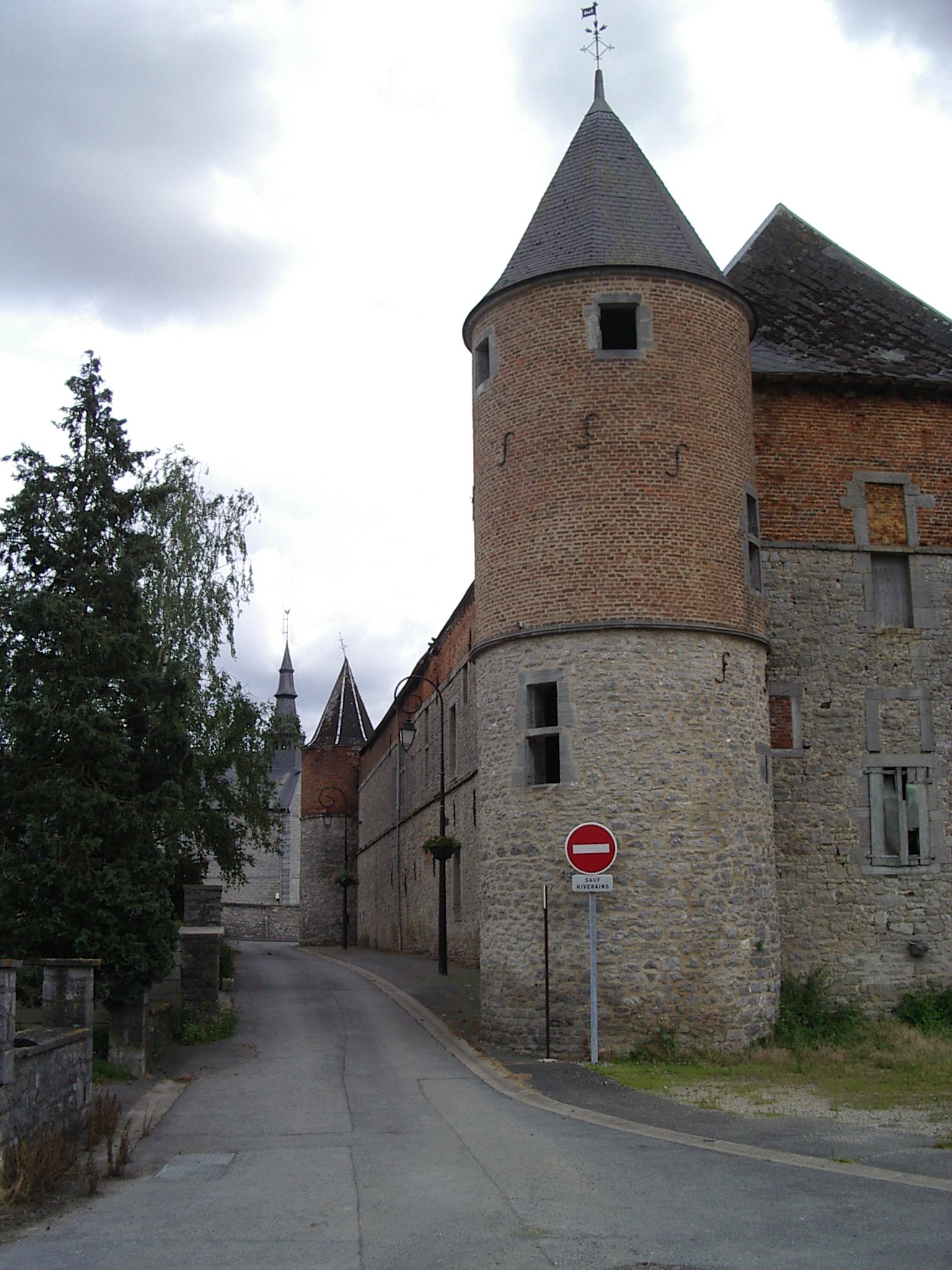
Замок
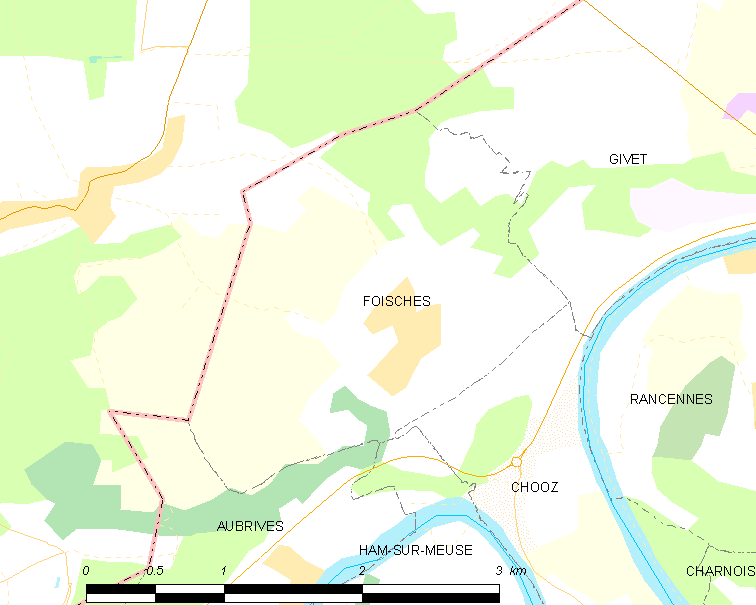
Карта коммуны